# Lijst van rijksmonumenten in Gees
De plaats Gees telt 15 inschrijvingen in het rijksmonumentenregister. Hieronder een overzicht. 
| Object                                                                                                 | Oorspronkelijke functie? | Bouwjaar                                      | Architect | Locatie                            | Coördinaten?                  | Nr.?   | Afbeelding                                                           |
| --- | ------------------------ | --------------------------------------------- | --------- | ---------------------------------- | ----------------------------- | ------ | -------------------------------------------------------------------- |
| Boerderij met achterbaander met overstekend rieten dakschild                                           | Boerderij                |                                               |           | Oude Steeg 18                      | 52° 44' 50" NB, 6° 41' 32" OL | 28653  | Meer afbeeldingen                                                    |
| Boerderij met achterbaander, underschoer en grote vrijstaande bijschuur                                | Boerderij                | mog. 18e eeuw (kern) 1800-1850 (huidige vorm) |           | Dorpsstraat 29                     | 52° 44' 57" NB, 6° 41' 29" OL | 31636  | Meer afbeeldingen                                                    |
| Boerderij met achterbaander, underschoer en vrijstaande houten bijschuur                               | Boerderij                | 1850-1900                                     |           | Oude Steeg 9                       | 52° 44' 53" NB, 6° 41' 37" OL | 31637  | Meer afbeeldingen                                                    |
| Boerderijtje met achterbaander en underschoer (Old cel)                                                | Boerderij                |                                               |           | Oude Steeg 16                      | 52° 44' 52" NB, 6° 41' 34" OL | 31638  | Meer afbeeldingen                                                    |
| Boerderij met achterbaander (ged. gemoderniseerd)                                                      | Boerderij                |                                               |           | Oude Steeg 19                      | 52° 44' 48" NB, 6° 41' 33" OL | 31639  | Meer afbeeldingen                                                    |
| Grote houten bijschuur en hooischuur annex schaapskooi bij boerderij                                   | Boerderij                |                                               |           | bij Oude Steeg 25                  | 52° 44' 49" NB, 6° 41' 27" OL | 31640  | Grote houten bijschuur en hooischuur annex schaapskooi bij boerderij |
| Boerderij met achterbaander en grote aangebouwde deels houten bijschuur                                | Boerderij                | 1800-1850                                     |           | Oude Steeg 32                      | 52° 44' 52" NB, 6° 41' 27" OL | 31641  | Meer afbeeldingen                                                    |
| Boerderij met achterbaander en grote aangebouwde houten bijschuur                                      | Boerderij                | verm. 18e eeuw (kern)                         |           | Tilweg 1                           | 52° 44' 54" NB, 6° 41' 28" OL | 31642  | Meer afbeeldingen                                                    |
| Boerderij met achterbaander met ramen met kalf en roedenverdeling en met vakwerk                       | Boerderij                | 18e eeuw                                      |           | Tilweg 2                           | 52° 44' 53" NB, 6° 41' 35" OL | 31643  | Meer afbeeldingen                                                    |
| Boerderij met achterbaander, underschoer en kleine hooischuur                                          | Boerderij                | 18e eeuw                                      |           | Schaapveensweg 1                   | 52° 44' 53" NB, 6° 41' 29" OL | 31644  | Meer afbeeldingen                                                    |
| Boerderij met achterbaander en grote vrijstaande houten bijschuur                                      | Boerderij                | 1800-1850                                     |           | Schaapveensweg 3                   | 52° 44' 52" NB, 6° 41' 32" OL | 31645  | Meer afbeeldingen                                                    |
| Dubbele boerderij waarvan voorste bedrijf met zijbaander en achterste met achterbaander en underschoer | Boerderij                | 1800-1850                                     |           | Schaapveensweg 8-10                | 52° 44' 50" NB, 6° 41' 33" OL | 31646  | Meer afbeeldingen                                                    |
| Schuur met schaapskooi onder rieten schilddak met overstek                                             | Boerderij                | verm. 18e eeuw (kern)                         |           | Dorpsstraat 61                     | 52° 44' 44" NB, 6° 41' 19" OL | 46812  | Meer afbeeldingen                                                    |
| Boerderij met achterbaander onder rieten wolfsdak en varkensschuurtje                                  | Boerderij                | 1850-1900                                     |           | Oude Steeg 4                       | 52° 45' 4" NB, 6° 41' 39" OL  | 46813  | Upload foto                                                          |
| Terrein met aanleg en overblijfselen van een kasteel                                                   | Archeologisch monument   | middeleeuwen                                  |           | aan de Muzelweg op het Geesterveld | 52° 44' 34" NB, 6° 39' 16" OL | 341036 | Terrein met aanleg en overblijfselen van een kasteel                 |